# Afiliant
Afiliant – dom maklerski nieposiadający członkostwa na giełdzie i korzystający z pośrednictwa członka giełdy przy składaniu swoich zleceń.